# فرناندو کورنخو
فرناندو کورنخو (اسپانیایی: Fernando Cornejo‎; ۲۸ ژانویهٔ ۱۹۶۹ – ۲۴ ژانویهٔ ۲۰۰۹) بازیکن فوتبال اهل شیلی بود.
وی همچنین در تیم‌های ملی فوتبال شیلی بی، و شیلی، بازی کرده‌است.